# Saint-Jean-d'Hermine
Saint-Jean-d’Hermine  est une commune du Centre-Ouest de la France, située dans le département de la Vendée et la région des Pays-de-la-Loire.
Bénéficiant du statut de commune nouvelle, elle résulte de la fusion des communes de Sainte-Hermine et de Saint-Jean-de-Beugné survenue le 1er janvier 2025. Ces dernières sont depuis cette date des communes déléguées.

## Histoire
La commune est créée le 1er janvier 2025 à la suite d’un arrêté préfectoral du 8 août 2024 par la fusion des communes de Sainte-Hermine et de Saint-Jean-de-Beugné. Le chef-lieu de la commune nouvelle est fixé à la mairie de l’ancienne commune de Sainte-Hermine.

## Politique et administration
Jusqu’aux prochaines élections municipales, le conseil municipal de la commune nouvelle est constitué de l’ensemble des membres en exercice des conseils municipaux des deux communes fondatrices.

### Liste des maires
| Période         | Période                      | Identité       | Étiquette | Qualité                                                                                       |
| --------------- | ---------------------------- | -------------- | --------- | --------------------------------------------------------------------------------------------- |
| 6 janvier 2025, | En cours (au 6 janvier 2025) | Philippe Barré |           | Professeur d’histoire-géographie en lycée Maire délégué de Sainte-Hermine (à partir de 2025), |

### Communes déléguées
| Nom                    | Code Insee | Intercommunalité    | Superficie (km2) | Population (dernière pop. légale) | Densité (hab./km2) |
| ---------------------- | ---------- | ------------------- | ---------------- | --------------------------------- | ------------------ |
| Sainte-Hermine (siège) | 85223      | Sud-Vendée-Littoral | 34,47            | 2 962 (2022)                      | 86                 |
| Saint-Jean-de-Beugné   | 85233      | Sud-Vendée-Littoral | 13,36            | 631 (2022)                        | 47                 |

## Population et société

### Démographie
L'évolution du nombre d'habitants est connue à travers les recensements de la population effectués dans la commune depuis sa création.

En 2022, la commune comptait 3 593 habitants.
| 2021  | 2022  |
| ----- | ----- |
| 3 573 | 3 593 |